# Canton de Reims-10
Le canton de Reims-10 est un ancien canton français situé dans le département de la Marne et la région Champagne-Ardenne.

## Géographie
Ce canton était organisé autour de Reims dans l'arrondissement de Reims. 

## Histoire
Le canton est créé en 1985, à partir de territoires provenant des cantons Reims-4 et Reims-8.

## Administration
| Période | Période | Identité           | Étiquette | Qualité                                                        |
| ------- | ------- | ------------------ | --------- | -------------------------------------------------------------- |
| 1985    | 2008    | Jean-Claude Thomas | RPR       | Dentiste Député (1988-2012) Maire-adjoint de Reims (1983-1988) |
| 2008    | 2015    | Stéphane Rummel    | PS        | Cadre                                                          |

## Composition
Le canton de Reims 10e Canton se composait d’une fraction de la commune de Reims. Il compte 24 916 habitants (population municipale) au 1er janvier 2012.
| Nom               | Code Insee | Intercommunalité | Population (dernière pop. légale)                |
| ----------------- | ---------- | ---------------- | ------------------------------------------------ |
| Reims (chef-lieu) | 51454      | CU Grand Reims   | Fraction : 24 916(2012) Commune : 183 042 (2014) |

## Démographie
| 1962 | 1968 | 1975 | 1982 | 1990 | 1999 | 2009 |
| ---- | ---- | ---- | ---- | ---- | ---- | ---- |
| -    | -    | -    | -    | -    | -    | -    |